# Lago Maligne
O Lago Maligne está localizado dentro do Parque Nacional Jasper, na província de Alberta no Canadá e situa-se a aproximadamente 50 km ao sul da cidade de Jasper. 
O lago é inteiramente formado por águas glaciais e tem uma abundante vida selvagem ao seu redor, na qual se incluem ursos, alces, lobos, entre outros. É um destino muito procurado por turistas dentro do parque.